# Antoni Colom Mas
Antoni Colom Mas (Bunyola, 11 de maig de 1978) és un triatleta mallorquí que fou ciclista professional del 1999 al 2009. Els seus principals èxits foren la Volta a Andalusia del 2002, i la Volta a la Comunitat Valenciana del 2006.
El 2 d'abril de 2009, que va donar positiu per EPO. El seu equip, Katusha, el va suspendre temporalment al juny amb l'anunci d'aquest resultat i a l'espera del resultat de la contra-anàlisi. Al maig de 2010, la Federació Espanyola de Ciclisme es va pronunciar contra ell amb una suspensió de dos anys i una multa de 46.958 euros. Com a conseqüència també va perdre el seu segon lloc a la Volta al País Basc 2009. De resultes d'aquesta suspensió, el ciclista es va retirar.
Actualment es dedica al triatló a la distància de Iron Man (triatló). Els seus èxits al món del triatló són principalment l'any 2013 quan triomfar a Las Vegas al Ironman 70.3 World Championship on aconseguir el títol de campió del món en la categoria d'edat, i recentment el 2014 a Frankfurt quan arribà en primera posició en la categoria d'edat al Ironman European Championship Frankfurt.

## Palmarès ciclista
- 2002
  - 1r a la Volta a Andalusia
- 2004
  - 1r a la Challenge Volta a Mallorca
- 2006
  - 1r a la Volta a la Comunitat Valenciana
- 2007
  - Vencedor d'una etapa al Dauphiné Libéré
- 2009
  - 1r a la Challenge Volta a Mallorca
  - Vencedor d'una etapa a la Challenge Volta a Mallorca
  - Vencedor d'una etapa a la Volta ao Algarve
  - Vencedor d'una etapa a la París-Niça